# Christian Eherenfried von Carisien
Christian Eherenfried von Carisien (ur. 1749, zm. 1794) – dyplomata szwedzki.
W latach 1787–1794 był posłem Szwedzkim w Berlinie.
W 1788 roku podjął nieudana próbę przyczynienia się do zlikwidowania izolacji politycznej Szwecji w Europie negocjując sojusz z Prusakami. Fryderyk Wilhelm II Hohenzollern i jego ministrowie byli jednak ostrożni.
W 1791 roku Carisien miał namówić Prusaków do udziału w planowanej krucjacie przeciw rewolucyjnej Francji. Podobnie miał działać w Londynie agent szwedzki James Quentin Craufurd. 